# Brent Dalrymple

Brent Dalrymple

Gary Brent Dalrymple (* 9. Mai 1937 in Alhambra, Kalifornien) ist ein US-amerikanischer Geophysiker und Geologe, der mit Allan V. Cox und Richard Doell die Zeitskala der Umkehrungen des Erdmagnetfeldes erstellte, was bei frühen Beweisen der Plattentektonik Mitte der 1960er Jahre durch Frederick Vine und Drummond Hoyle Matthews verwendet wurde.
Dalrymple wurde an der University of California, Berkeley promoviert und wurde danach als Experte für Isotopendatierung nach der Kalium-Argon-Methode von Richard Doell und Allan Cox zum United States Geological Survey in Menlo Park geholt, wo ihre Zusammenarbeit über Paläomagnetismus begann. 1965 präsentierte Dalrymple die erste vollständige Zeitübersicht über Umkehrungen des Erdmagnetfeldes der letzten 3,5 Millionen Jahre vor der Geological Society of America. Er studierte beim USGS unter anderem die Hawaii-Vulkankette, Geysire in Kalifornien und Einschlagkrater auf dem Mond und war drei Jahre lang Assistant Chief Geologist für die Region Westen der USA. Dalrymple blieb bis 1994 beim USGS und war dann Professor an der Oregon State University und Dekan für Oceanic and Atmospheric Science.
Er schrieb auch populärwissenschaftliche Bücher und war ab 1979 an der Bekämpfung der Kreationisten-Bewegung in den USA beteiligt, als er seinerzeit von der kalifornischen Justizbehörde beauftragt wurde, in Gerichtsprozessen als Gutachter für die Evolutionstheorie auszusagen. Dalrymple ist Mitglied der National Academy of Sciences und seit 1992 der American Academy of Arts and Sciences. 2003 erhielt er die National Medal of Science.

## Schriften
- The Age of the Earth. Stanford University Press, 1994, ISBN 0-8047-2331-1.
- Ancient Earth, ancient skies: the age of Earth and its cosmic surroundings. Stanford University Press, 2004, ISBN 0-8047-4933-7.